# 弥栄村 (岩手県)
弥栄村（やさかえむら）は、1954年（昭和29年）まで岩手県西磐井郡にあった村。現在の一関市弥栄にあたる。

## 地理
郡の最東部に位置しており、村の東部は北上川を隔てて東磐井郡薄衣村（現：一関市川崎町薄衣）と接していた。

### 自然
- 河川：北上川など

## 沿革
- 1875年（明治8年）10月17日 - 水沢県による町村制施行にともない、富沢村と楊生村が合併して弥栄村となる。
- 1889年（明治22年）4月1日 - 町村制施行にともない、弥栄村単独で村制施行。
- 1955年（昭和30年）1月1日 - 厳美村・萩荘村および東磐井郡舞川村と共に一関市と合併し、新制の一関市となる。

## 行政

### 歴代村長
| 代 | 氏名         | 就任日                     | 退任日                     | 備考 |
| -- | ------------ | -------------------------- | -------------------------- | ---- |
| 1  | 佐藤保治郎   | 1889年（明治22年）5月14日  | 1893年（明治26年）5月13日  |      |
| 2  | 阿部良之進   | 1893年（明治26年）5月14日  | 1894年（明治27年）5月31日  |      |
| 3  | 阿部穏司     | 1894年（明治27年）6月1日   | 1899年（明治32年）2月28日  |      |
| 4  | 佐々木恵之進 | 1899年（明治32年）4月14日  | 1901年（明治34年）4月19日  |      |
| 5  | 千葉与右衛門 | 1901年（明治34年）6月1日   | 1902年（明治35年）1月30日  |      |
| 6  | 阿部穏司     | 1902年（明治35年）2月21日  | 1904年（明治37年）2月18日  | 再任 |
| 7  | 千葉和仲     | 1904年（明治37年）3月30日  | 1908年（明治41年）3月19日  |      |
| 8  | 千葉与右衛門 | 1908年（明治41年）4月14日  | 1910年（明治43年）1月15日  | 再任 |
| 9  | 阿部穏司     | 1910年（明治43年）11月28日 | 1911年（明治44年）3月2日   | 三任 |
| 10 | 佐々木俊治   | 1911年（明治44年）9月5日   | 1914年（大正3年）11月5日   |      |
| 11 | 熊谷寅之助   | 1915年（大正4年）1月18日   | 1917年（大正6年）1月22日   |      |
| 12 | 佐藤彦左衛門 | 1918年（大正7年）8月28日   | 1919年（大正8年）8月30日   |      |
| 13 | 佐藤良三郎   | 1919年（大正8年）12月13日  | 1923年（大正12年）12月18日 |      |
| 14 | 千葉和仲     | 1924年（大正13年）5月7日   | 1931年（昭和6年）5月31日   | 再任 |
| 15 | 三浦寿治郎   | 1931年（昭和6年）7月1日    | 1934年（昭和9年）11月11日  |      |
| 16 | 佐藤栄助     | 1934年（昭和9年）12月26日  | 1936年（昭和11年）1月21日  |      |
| 17 | 阿部正己     | 1936年（昭和11年）2月5日   | 1938年（昭和13年）8月5日   |      |
| 18 | 熊谷庄治郎   | 1939年（昭和14年）4月28日  | 1943年（昭和18年）4月27日  |      |
| 19 | 三浦辰之進   | 1943年（昭和18年）5月11日  | 1946年（昭和21年）11月30日 |      |
| 20 | 金田邦次     | 1947年（昭和22年）4月5日   | 1954年（昭和29年）12月31日 |      |

## 教育
村内に高等学校は所在しない。最寄りの高校は岩手県立千厩高等学校薄衣分校。

### 中学校
- 弥栄村立弥栄中学校

### 小学校
- 弥栄村立弥栄小学校
- 弥栄村立平沢小学校（1929年・弥栄尋常小平沢分教場から独立[2]）

※以下は廃校
- 平沢尋常小学校（1908年）[2]
- 富沢尋常小学校（同上）[2]

## 交通
- 国鉄大船渡線 - 駅なし